# OLAP
OLAP (Online Analytical Processing) é a capacidade para manipular e analisar um grande volume de dados sob múltiplas perspectivas. As aplicações OLAP são usadas pelos gestores em qualquer nível da organização para lhes permitir análises comparativas que facilitem a sua tomada de decisões diárias. A arquitetura OLAP possui ferramentas que são classificadas em cinco tipos que são: ROLAP, MOLAP, HOLAP, DOLAP e WOLAP (além de XOLAP).

## Benefícios
O OLAP fornece para organizações um método de acessar, visualizar, e analisar os dados corporativos com alta flexibilidade e performance. No mundo globalizado de hoje as empresas estão enfrentando maior concorrência e expandindo sua atuação para novos mercados. Portanto, a velocidade com que executivos obtêm informações e tomam decisões determina a competitividade de uma empresa e seu sucesso de longo prazo. OLAP apresenta informações para usuários via um modelo de dados natural e intuitivo. Através de um simples estilo de navegação e pesquisa, usuários finais podem rapidamente analisar inúmeros cenários, gerar relatórios sob demanda, e descobrir tendências e fatos relevantes independente do tamanho, complexidade, e fonte dos dados corporativos. De fato, colocar informação em bancos de dados corporativos sempre foi mais fácil do que retirá-los. Quanto maior e complexa a informação armazenada, mais difícil é para retirá-la. A tecnologia OLAP acaba com estas dificuldades levando a informação mais próxima ao usuário que dela necessite. Portanto, o OLAP é freqüentemente utilizado para integrar e disponibilizar informações gerenciais contidas em bases de dados operacionais, sistemas ERP e CRM, sistemas contábeis, e Data Warehouses. Estas características tornaram-no uma tecnologia essencial em diversos tipos de aplicações de suporte à decisão e sistemas para executivos.

## Modelo de Dados
Em um modelo de dados OLAP, a informação é conceitualmente organizada em cubos que armazenam valores quantitativos ou medidas. As medidas são identificadas por duas ou mais categorias descritivas denominadas dimensões que formam a estrutura de um cubo. Uma dimensão pode ser qualquer visão do negócio que faça sentido para sua análise, como produto, departamento ou tempo. Este modelo de dados multidimensional simplifica para os usuários o processo de formular pesquisas ou "queries" complexas, criar relatórios, efetuar análises comparativas, e visualizar subconjuntos (slice) de maior interesse. Por exemplo, um cubo contendo informações de vendas poderá ser composto pelas dimensões tempo, região, produto, cliente, cenário (orçado ou real) e medidas. Medidas típicas seriam valor de venda, unidades vendidas, custos, margem, etc.
Dentro de cada dimensão de um modelo OLAP, os dados podem ser organizados em uma hierarquia que define diferentes níveis de detalhe. Por exemplo, dentro da dimensão tempo, você poderá ter uma hierarquia representando os níveis anos, meses, e dias. Da mesma forma, a dimensão região poderá ter os níveis país, região, estado e cidade. Assim, um usuário visualizando dados em um modelo OLAP irá navegar para cima (drill up) ou para baixo (drill down) entre níveis para visualizar informação com maior ou menor nível de detalhe sem a menor dificuldade.
As possíveis operações que podem ser realizadas em um modelo OLAP são:
- SLICE: selecionar dados de uma única dimensão;
- DICE: extrai um subcubo da seleção de duas ou mais dimensões;
- DRILL DOWN: examina dados com maior detalhe;
- ROLL UP: combinação de células de uma ou mais dimensões para atingir um nível maior de generalização;
- PIVOT ou ROTATION: visualiza dados por uma nova perspectiva.

## Aplicações
A aplicação do OLAP é bastante diversificada e seu uso encontra-se em diversas áreas de uma empresa. Alguns tipos de aplicação onde a tecnologia é empregada são:
| Finanças         | Análise de L&P, Relatórios L&P, Orçamento, Análise de Balanço, Fluxo de Caixa, Contas a Receber,                                            |
| Vendas           | Análise de vendas (por região, produto, vendedor, etc.), Previsões, Lucratividade de Cliente/Contrato, Análise de Canais de Distribuição, … |
| Marketing        | Análise de Preço/Volume, Lucratividade de Produto, Análise de Mercados, …                                                                   |
| Recursos Humanos | Análise de Benefícios, Projeção de Salários, Análise de "Headcount", …                                                                      |
| Manufatura       | Gerência de Estoque, Cadeia de Fornecimento, Planejamento de Demanda, Análise de custos de matéria-prima, …                                 |

## 12 Regras do OLAP
Descrito por E. F. Codd, em 1992, o termo OLAP possui 12 (doze) regras utilizadas para avaliar ferramentas ou produtos OLAP. Essas doze regras são:
1. Conceito de visão multidimensional;
2. Transparência;
3. Acessibilidade;
4. Performance consistente de relatório;
5. Arquitetura cliente/servidor;
6. Dimensionamento genérico;
7. Tratamento dinâmico de matrizes esparsas;
8. Suporte a multiusuários;
9. Operações de cruzamento dimensional irrestritas;
10. Manipulação de dados intuitiva;
11. Relatórios flexíveis;
12. Níveis de dimensões e agregações ilimitados.

Além destas doze regras de Codd, o Gartner Group adicionou mais nove:
1. Dados Arrays múltiplos;
2. OLAP joins;
3. Ferramentas para gerenciar as bases de dados;
4. Armazenar objetos;
5. Seleção de subconjuntos;
6. Detalhe drill-down em nível de linha;
7. Suporte a dados locais;
8. Refresh incremental das bases de dados;
9. Interface SQL.